# Facundo Goñi
Facundo Goñi (* 1799; † 3. Dezember 1869 in Vitoria-Gasteiz) war ein spanischer Diplomat, Vertreter in der Ständeversammlung und Zeitungsredakteur.

## Leben
1844 wurde José María López Ruiz auf den neueingerichteten, privaten Lehrstuhl für Völkerrecht am Ateneo de Madrid berufen und zeitgleich auf eine Mission zur hohen Pforte gesandt, worauf Facundo Goñi von 1845 bis 1847 auf den Lehrstuhl berufen wurde. Ab 1848 prägte er in seinen Veröffentlichungen den Begriff und ein Konzept internationaler Beziehungen.
Von 1853 bis 1854 war er Vertreter in der Cortes für Estella-Lizarra.
1855 war er Geschäftsträger in León (Nicaragua) und San José (Costa Rica) und 1857 in Santiago de Chile.
Isabella II. ernannte ihn zu ihrem Gesandten bei Maximilian I. in Mexiko, um Generalkonsul Norberto Ballesteros y Ordejón, als encargado de la correspondencia de la Legación de España en México, abzulösen, wo er aber sein Beglaubigungsschreiben nicht vorlegte, womit das Kaiserreich Mexiko formal von Spanien nicht anerkannt war.
Im Juli 1866 wurde er Subsecretario (Staatssekretär) im Außenministerium, während Eusebio Calonge Außenminister war.
Am 15. März 1867 wurde sein Akkreditierungsschreiben als außerordentlicher Gesandter und Ministre plénipotentiaire von einem Vertreter des Kabinett Andrew Johnson in Washington, D.C. entgegengenommen, wo er bis 1868 blieb.